# Producte d'Euler

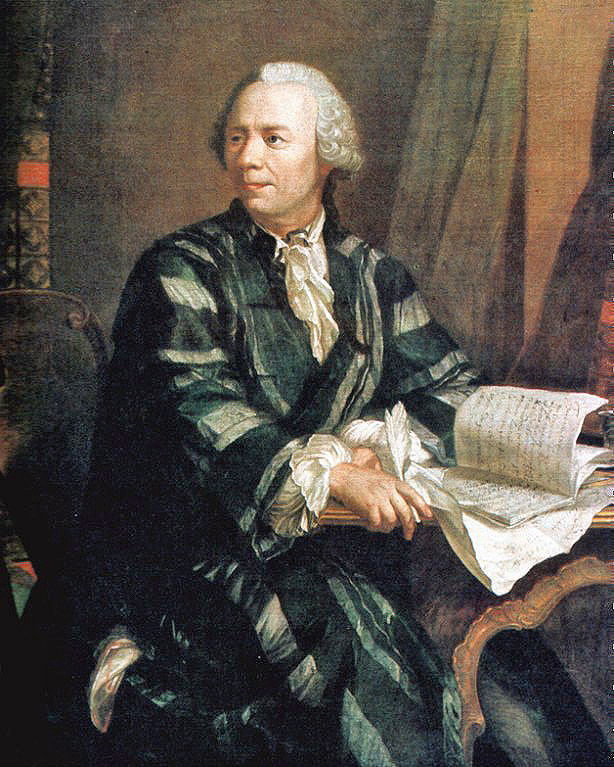
Leonhard Euler

En Matemàtiques, i més precisament en teoria analítica dels nombres, un producte d'Euler és un desenvolupament en producte infinit, indexat pels nombres primers.
Permet mesurar el repartiment dels nombres primers i està íntimament vinculat a la Funció zeta de Riemann.
Rep aquest nom en honor del matemàtic Leonhard Euler (1707 - 1783).

## Treballs d'Euler

### Càlcul d'Euler
Euler busca avaluar el repartiment dels nombres primers en el conjunt dels quals aquí es nota P. Per això, estableix la fórmula següent:
Aquí Re(s) designa la part real de s.
Euler dona al terme de l'esquerra el nom de funció zeta, està definida sobre el semi-pla complex per:
Aquesta funció es perllonga analíticament sobre el conjunt del pla complex en una funció meromorfa.

### Primera distribució dels nombres primers
L'objectiu és determinar una primera llei sobre la freqüència dels nombres primers. Així es fa possible, per exemple, respondre a la pregunta: són més o menys nombrosos que els quadrats perfectes. Aquesta proposició s'ha de llegir en el sentit que, si N és un enter prou gran, existeixen més quadrats perfectes inferiors a N o menys? Euler respon a aquesta qüestió demostrant la divergència de la successió següent:
Així, si per a tot n, existia un nombre N més gran que n tal que el nombre de nombres primers sigui superior al nombre de quadrats perfectes, llavors la sèrie de terme general 1/n² divergirà, que no és el cas.
L'objectiu és llavors trobar un equivalent de resultes dels nombres primers. Ve donat pel teorema dels nombres primers.

### Càlcul per asigual a 2
Euler arriba a determinar el valor de la funció ζ per a s igual a dos. El càlcul s'obté molt simplement amb l'ajuda de les eines de l'anàlisi harmònica. N'hi ha prou amb aplicar la igualtat de Parseval a la transformada de Fourier de l'ona periòdica, notada f, de període 2π i igual a la identitat sobre [π-, π[. S'obté:
Euler estableix així una estranya relació entre un producte infinit, construït amb nombres primers, i l'àrea de la superfície d'un cercle. El problema de la suma de la sèrie associada era coneguda des de feia molt de temps sota el nom de problema de Mengoli. Va ser resolt per Euler en 1735

## Altres productes eulerians

### Caràcter de Dirichlet
Dirichlet desitja demostrar que els nombres primers en una classe m de Z/nZ  són en nombre infinit, si m i n ón primers entre ells. Utilitza els caràcters que avui porten el seu nom i, en el transcurs d'un càlcul explicat en el paràgraf Producte d'Euler de l'article principal, arriba al producte següent:
Aquí χ designa un caràcter de Dirichlet, el conjunt dels caràcters es nota {\displaystyle \scriptstyle {\widehat {U}}} i s representa un nombre real estrictament superior a u. Dirichlet estableix llavors una família de productes eulerians:
En efecte, la funció és completament multiplicativa, el càlcul d'Euler s'aplica de la mateixa manera.
- La funció L(s) s'anomena sèrie L de Dirichlet del caràcter χ.

La convergència és absoluta si s és un nombre complex amb una part real > 1. Per continuació analítica, aquesta funció pot ser estesa a una funció meromorfa sobre el pla complex enter.
Les sèries L de Dirichlet són les generalitzacions directes de la funció zeta de Riemann i apareixen com preeminents en la hipòtesi de Riemann generalitzada.

### Generalització
En General, una sèrie de Dirichlet de la forma 
{\displaystyle \sum _{n}a(n)n^{-s}\,}
on {\displaystyle a(n)\,} és una funció multiplicativa de n es pot escriure sota la forma 
{\displaystyle \prod _{p}P(p,s)\,}
on {\displaystyle P(p,s)\,} és la suma
{\displaystyle 1+a(p)p^{-s}+a(p^{2})p^{-2s}+\ldots \,}.
De fet, si es consideren aquestes com les funcions generatrius formals, l'existència de tal desenvolupament formal en producte eulérià és una condició suficient i necessària perquè {\displaystyle a(n)\,} sigui multiplicativa: es diu exactament que {\displaystyle a(n)\,} és el producte de {\displaystyle a(p^{k})\,} quan n factoritza el producte de potències {\displaystyle p^{k}\,} dels nombres primers diferents p.
En la pràctica, tots els casos importants són tals que la sèrie infinita i el desenvolupament en producte infinit són absolument convergents en una certa regió
{\displaystyle Re(s)>C} :
és a dir en un cert semi-pla dret dels nombres complexos. Allò dona ja algunes informacions, ja que el producte infinit, per convergir, ha de donar un valor diferent de zero; per tant la funció donada per la sèrie infinita no és zero en tal semi-pla.
Un cas particular important és en el qual {\displaystyle P(p,s)\,} és una progressió geomètrica, ja que {\displaystyle a(n)\,} és completament multiplicativa. Llavors, es tindrà
{\displaystyle P(p,s)={\frac {1}{1-a(p)p^{-s}}}\,}
com és el cas per a la funció zeta de Riemann (amb {\displaystyle a(n)=1\,}), i més generalment per als caràcters de Dirichlet. En la teoria de les formes modulars és típic tenir productes eulerians en el denominador dels polinomis quadràtics. El programa de Langlands general inclou una explicació comparativa de la connexió dels polinomis de grau m, i la teoria de les representacions per a {\displaystyle GL_{m}\,}.